# Govern de Boilève
El segon govern de Boilève va tenir lloc del 3 de setembre de 1883 al 18 de juny de 1884.
Al final de 1883 la situació era perillosa. La línia telegràfica de Kayes a Bamako havia creat descontentament entre els natius per les requises de l'exèrcit francès i els treballs forçats sobretot en l'aplanament de terres per fer el camí de terra. I per què Ahmadu Tall i l'almamy Samori Turé no estaven satisfets. Aquest darrer va atacar a Ahmadu Tall ibn Umar i aquest es va retirar de Ségou on va deixar al seu fill Madani i se'n va anar a Kaarta amb els seus tresors. Samori va enfrontar a Madani al Ouassoulou i el va derrotar a Sanankoro ocupant el Banan i el Baninko.
Samori no estava disposat a cedir als francesos la riba esquerra del Níger i a finals de 1883 va enviar a dos dels seus germans, Fabou Ibrahima i Malinkamory, per establir posicions al Siéké i a Balankoumakana, a algunes hores de marxa de Niagassola. El capità Grisot, comandant de Bamako, li va fer oferiments de pau que l'almamy va rebutjar.
El tinent coronel havia rebut ordes d'evitar tot enfrontament amb Ahmadu i Samori i limitar-se a mantenir les posicions i aprovisionar-les. El gener de 1884 va reunir un comboi amb 400 homes a Badumbé. Molts dels soldats estaven afectats per les febres però van arribar a Bamako sense incidents. Pel camí va signar alguns tractats amb alguns caps que no s'havien sotmès abans i va establir posicions permanents sobre els rius principals que travessava deixant la companyia d'obrer a Koundou per instal·lar un nou fort. Les guarnicions de Kita i Bamako estaven separades per 230 km i podien tenir dificultats d'aprovisionament i aquest nou fort ho podia evitar; a més es van establir nous mapes topogràfics (itinerari Gadougou al Goro, mines del riu Falémé: Sénoudébou i Kénieba; i Diébédougou, entre el Falémé i el Bafing; nord de Bamako fins a Ségala).
Una barca de ferro de 18 metres (i quasi 4 d'ample) fou enviada des de França per recórrer el riu amb un cost de 67.000 francs més 116.000 francs de transport (4 mesos) havent de ser muntada peça a peça a Bamako. El maig fou posada a les aigües i va navegar fins a Manambougou, però calia esperar el temps de pluges que van arribar el setembre. El vaixell era de vapor i la manca de carbó (portar-lo valia uns 8000 francs la tona i quatre mesos) feia que s'hagués d'emprar fusta que s'havia de tallar. Tampoc tenia protecció contra el sol ni lloc pels queviures; i a més només avançava a cinc nusos per hora, la mateixa velocitat del corrent. A Koulikoro (a 50 km de Bamako) es van aturar les proves sense poder retornar a causa de la barrera que oferia ara Sotuba, va establir un embarcadors a Koulikoro esperant la pujada de les aigües i allí va establir una petita posició al turó de Soumangourou que dominava la vila.
Boilève que mentre havia retornat a Kayes, no va tardar a demanar el seu trasllat a França deixant el comandament interí a l'oficial superior, el comandant Antoine Vincent Auguste Combes el 18 de juny de 1884. Vegeu Govern de Combes.